# ابوبکر بیستون
علی ابن احمد ابن ابوبکر بیستون نویسنده قرن هفتم و هشتم هجری می‌باشد. شهرت او به سبب جمع‌آوری کلیات سعدی می‌باشد که تا به امروز باقی مانده‌است. وی در سال ۷۲۶ (۳۵ سال پس از سعدی) اقدام به جمع‌آوری کلیات سعدی کرد.

## مقدمه بر کلیات سعدی
شکر و سپاس بی‌قیاس، معبودی را جلّت قدرته که آفرینندهٔ مخلوقات عالم است و روزی‌دهندهٔ بنین و بنات آدم. کریمی که خوان نعمتش بر مطیع و عاصی و ادانی و اقاصی کشیده و گسترده، رحیمی که از دیوان رحمتش در گوش جان هر گنهکار در هر شب تار چند بار این ندا می‌رسد که هل من تائب هل من سائل هل من مستغفر. بخشاینده‌ای که تار عنکبوت را سدّ عصمت دوستان کرد، جباری که نیش پشه ضعیف را تیغ قهر دشمنان گردانید. در فطرت کائنات به وزیر و مشیر و ظهیر و دبیر صاحب تدبیر محتاج نگشت. آدمی را به فضیلت نطق و مزیّت عقل از دیگر خلق ممتاز گردانید نه از معصیت عاصیان صمدّیت او را نقصان یا آلایشی که ان الله القوی عزیز، و نه از طاعت مطیعان احدیت او را سودی یا آرایشی که ان الله الغنی عن العالمین؛ و درود بی حد و ثنای بی عد بر سیّد رًسل و هادی شبل، سرور کائنات و خلاصه موجودات، پیشوای انبیا و مقتدای اصفیا، محمد مصطفی علیه افضل الصلوات و اکمل التحیات که برگزیده آدمیان و رحمت عالمیان است و بر اصحاب و احباب او باد.
اما بعد بدان ای عزیز من اعزک الله فی الدارین که شبی از شبها اتفاقاً این بندهٔ ضعیف نحیف اعجز خلق‌الله و احوجهم إلی رحمته و غفرانه علی بن احمد بن ابی بکر بیستون احسن الله عاقبته در مجمعی حاضر بود در خدمت جمعی از مخادیم عظام و ائمه اسلام و موالی کرام و مشایخ انام ادام الله ایامهم، و گویندهٔ خوش الحان گویندگی می‌کرد. جمعیتی دست داد که خاص و عام آن مجلس هر یک در گوشه‌ای بیهوش گشته چند خرقه تخریق شده چنان‌که حاضران مجلس بعد از فروگذاشت متفق‌القول بودند که در مدة العمر چنین سماعی دست نداده. فی‌الجمله در اثنای سماع قوّال از غزلهای مولانا شیخ الشیوخ فی عهده قدوةُ المحققین و زبدة العاشقین، افصح المتکّلمین و مفخر السالکین، شرف الملّة و الحق و الدّین، مصلح الاسلام و المسلمین شیخ سعدی شیرازی قدس سره این بیت برخواند که «نظر خدای بینان ز سر هوا نباشد» چهار بیت این غزل بر خواند و به غزلی دیگر رفت. یکی از حاضران مجلس بعد از آنکه سماع به آخر رسید تمامی این غزل را از قوال طلب نمود یاد نداشت. از این خاکی التماس نمود که نسخهٔ دیوان شیخ رحمة الله تعالی شما را هست اگر تمامی این غزل طلب داری می‌باشد. بنده بر حسب اشارت ایشان روز دیگر در مجموع «طیّبات» و «بدایع» و «خواتیم» و «غزلیات قدیم» نظر کردم و بر همه بگذشتم چند نوبت مکرر تا عاقبت بدان رسیدم.
در اثنای آن طلب یکی از دوستان تشریف حضور ارزانی فرمود. چون بنده را بدان شغل مشغول دید پرسید که غرض از این مطالعه چیست. صورت حال به خدمتش گفتم. فرمود که اگر دیوان شیخ را فهرستی بودی در طلب این همه زحمت نبودی و سهولتی داشتی. جمعی عزیزان نیز حاضر بودند و همه بر این اتّفاق کردند و گفتند تو را این سعی از برای ما می‌باید کرد و فهرستی بر آن می‌باید نهاد. بنده را این معنی در خاطر بنشست و بدان مشغول شدم و مجموع غزلها در این نسخه از گفته‌های شیخ رحمة الله علیه از «قصاید» و «طیبات» و «بدایع» و «غزلیات قدیم» جمع کرد، و بر حرف اول هر غزل بر طریق تهجی بنهاد، و در شهور سنة ست و عشرین و سبعمائه هجری به اتمام رسانید. بعد از هشت سال که از این تاریخ بگذشت و چند نسخه بدین نمط بیرون شد، روزی با جمعی عزیزان در گوشه ای نشسته بودیم شخصی رقعه ای نوشته بود و این یک بیت به ضرب‌المثل پیوسته
| من در وفای عهد چنان کند نیستم |  | کز دامن تو دست بدارم به تیغ تیز |
یاران التماس باقی این غزل کردند. دیوان را طلب داشتم و بعد از جستن بسیار نیافتم، سبب آن بود که فهرست بر حروف اول از مطلع هر غزل نهاده بود و این یک بیت از میانه غزل بود. یکی از دوستان گفت که اگر این فهرست که به حرف اول غزلهاست به حرف آخر بودی آسانتر به آن دانستنی رسیدن اگر سعی کنی و بر حروف آخر هم بر طریق تهجی فهرستی بنهی تو را یادگاری باشد و یاران را منّتی تمام. بر ایجاب ملتمس ایشان مدتی سعی نمودم و بر حرف آخر هم از هر غزل به طریق حروف تهجی فهرستی نهادم و در آخر رجب سنة اربع و ثلاثین و سبعمائه به اتمام رسید تا خواننده را از آن حظّی وافر باشد و این بنده را به دعای خیر مدد فرمایند. باشد که از روح مبارک شیخ قدس سره همگنان را فیضی رسد.
پس بدان ای عزیز من وفقک اللهُ تعالی مراضیه که جمع آورندهٔ دیوان شیخ رحمة الله علیه در اصل وضع بنیاد بر بیست و دو کتاب کرده بود. شانزده کتاب و شش رساله و بعضی به هفت رساله بنوشتند چنانچه بیست و سه می‌شد. سبب آنکه مجلس هزل هم در اول داخل رساله ششگانه نوشته بودند. بنده این رساله را از اول به آخر کتاب نقل کردم و داخل مطایبات کردم که در اول کتاب خوشایند نمی‌نمود تا بیست و دو شد؛ و باقی را هیچ تصرفی نکرد و هم بدان ترتیب گذاشت؛ و مستظهرم به کرم عمیم و لطف جسیم ارباب کرم که اگر پسندیدهٔ نظر مبارکشان آید این کمینه را به دعایی یاد فرمایند؛ و اگر قصوری بیابند قلم عفو بر جریدهٔ خطای این مسکین کشند. اللهم اختم بالسعادة آجالنا و حقق بالزیادة آمالنا و اغفرلنا و الابائنا و لجمیع المؤمنین و المؤمنات و المسلمین و المسلات برحمتک یا ارحم الراحمین و صلی الله علی خیر خلقه محمد و آله اجمعین.

## ابتکارات
- او نخستین کسی بود که دیوان اشعار را بر پایه حرف آخر بیت، فهرست کرد.
- او نخستین کسی بود که غزلیات سعدی را به چهار بخش (قدیم - طیبات - بدایع - خواتیم) تقسیم کرد.[۶]